# Manettia dominicensis
Manettia dominicensis é uma espécie de dicotiledónea pertencente à família Rubiaceae, descrita em 1919.